# Jacob Mumssen

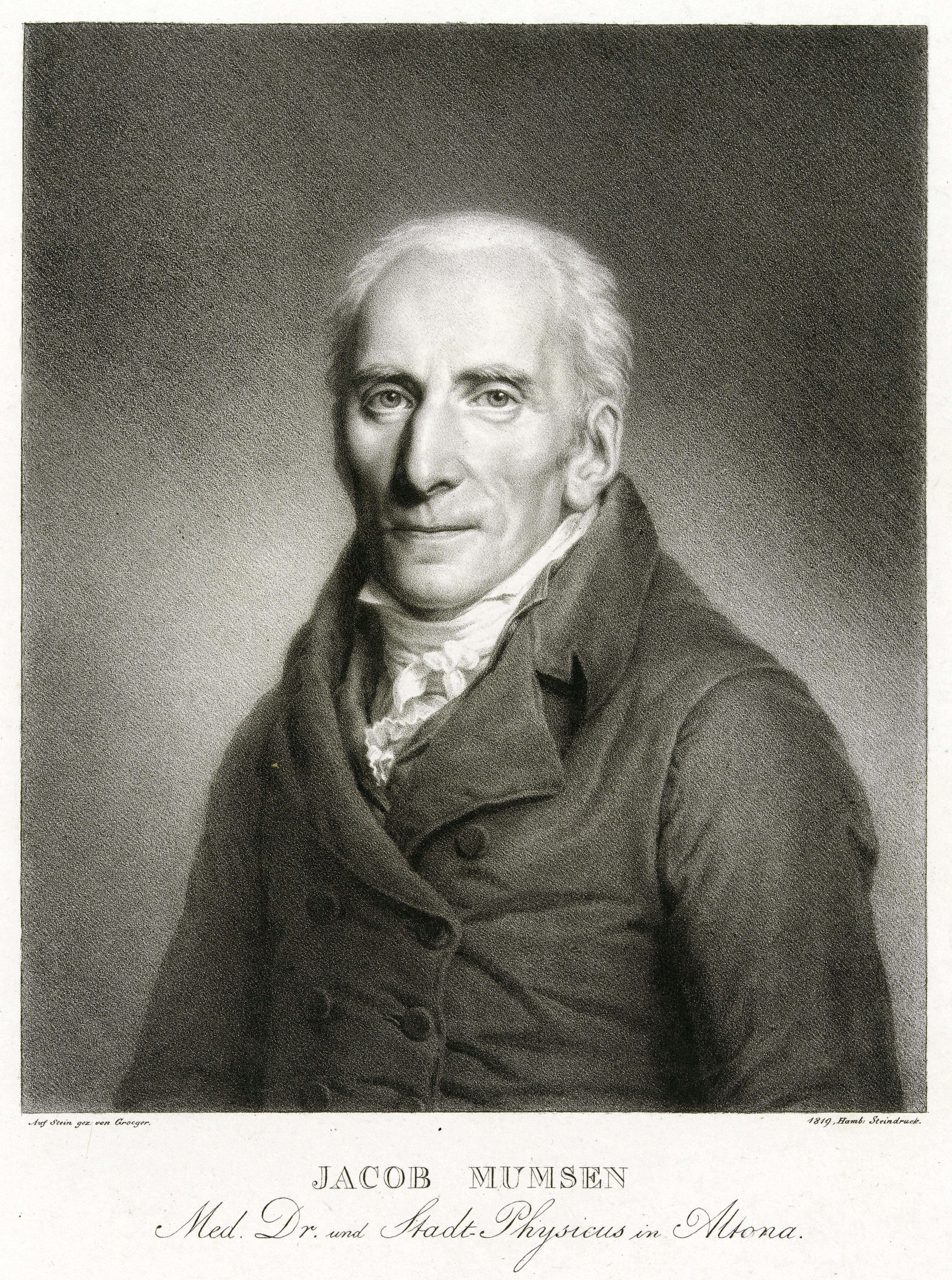
Lithographie von Friedrich Carl Gröger (1819)

Jacob Mumssen, auch Mumsen, genannt „Toby“ (* 13. August 1737 in Hamburg; † 20. Juni 1819 in Altona) war ein deutscher Arzt und Schriftsteller.

## Leben
Mumssen war Schüler des Johanneum und besuchte anschließend das Akademische Gymnasium. Anschließend war er als Übersetzer beim englischen Heer tätig. Er begann 1763 das Studium der Medizin in Leipzig und schloss es 1766 mit der Promotion ab. Er unternahm Reisen nach Wien und Holland und lebte eine Zeitlang in England. 1770–1784 war er Arzt in Hamburg, 1784–1789 in Kopenhagen, dann kurze Zeit in Pinneberg und ab 1789 Physikus in Altona.
Er war mit dem dänischen Minister Bernstorff befreundet, vor allem aber mit Friedrich Gottlieb Klopstock, Gottlob Friedrich Ernst Schönborn, Johann Georg Büsch, Matthias Claudius. Er veröffentlichte medizinische Schriften, übersetzte und war ein Mitarbeiter des Deutschen Museums, das Heinrich Christian Boie herausgab. Seit 1789 war er Mitglied der Königlich Dänischen Akademie der Wissenschaften.
Mumssen wurde wohl zunächst in Leipzig Freimaurer, war dann Mitglied der Hamburger Loge Absalom zu den drei Nesseln, 1771 in der Loge Zu den drei Rosen, deren Logenmeister 1773–1790, „die Seele des ganzen damaligen Logenlebens“ mit seinem Bruder Dietrich, genannt „Dick“. 1777–1780 war er Landesgroßmeister der Großen Landesloge der Freimaurer von Deutschland in Berlin. Er war Illuminat unter dem Namen „Montaigne“.
Er wurde 1815 zum Ritter vom Danebrog ernannt und starb unverheiratet in Altona. Sein Spitzname „Toby“ wird überall zitiert; er zielte auf seinen Charakter ab, da bei Laurence Sterne Tristram Shandys Onkel Toby ein „sanftmütiger, wissensskeptischer, in Liebesdingen völlig unerfahrener“ Mann ist.
In Hamburg-Altona ist seit 1950 die Mumsenstraße nach ihm benannt.

## Werke
- Gedanken über die Luft und ihren Einfluß auf Wachsthum und Nahrung organischer und belebter Wesen. Benjamin Gottlob Hoffmann, Hamburg 1787 (slub-dresden.de).
- Kurze Nachricht von der epidemischen Schnupfenkrankheit, und der Beschaffenheit der Luft 1781 und 1782. Benjamin Gottlob Hoffmann, Hamburg 1782, urn:nbn:de:bvb:12-bsb11269295-6.

## Übersetzung
- Alexander Pope: Versuch über den Menschen. Benjamin Gottlob Hoffmann, Hamburg 1809 (eingeschränkte Vorschau in der Google-Buchsuche – englisch: An Essay on Man.).